# Fiersviridae
Fiersviridae is een familie van positieve-strengs RNA-virussen die prokaryoten infecteren. De virussen in deze familie gebruiken bacteriën als hun gastheer. Ze worden bacteriofagen genoemd. De familie bestaat uit kleine virussen met lineaire, positief-sense, enkelstrengs RNA-genomen. Elk van deze genomen codeert voor vier eiwitten. Alle fagen van deze familie hebben bacteriële pili nodig om zich aan cellen te hechten en deze te infecteren. De familie telt 308 geslachten, waarvan de meeste ontdekt zijn door metagenomica. In 2020 werd de familie hernoemd van Leviviridae naar de huidige naam.

## Structuur
Virussen in Fiersviridae bevatten geen virusenvelop, ze hebben icosahedrale en bolvormige geometrieën en T=3 symmetrie. Hun viriondiameter is ongeveer 26 nm.
Fiersvirussen hebben een positief-sense, enkelstrengs RNA-genoom. Het genoom is lineair, niet-gesegmenteerd en ongeveer 4 kb lang. Het codeert voor vier eiwitten: mantel, replicase-, maturatie- en lysis- eiwitten.

## Levenscyclus

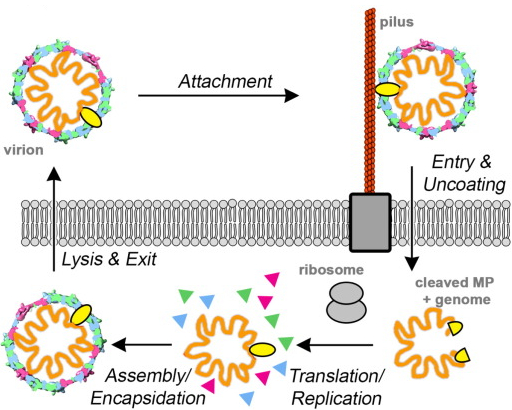
Levenscyclus van Fiersviridae

Entree tot de gastheercel vindt plaats door adsorptie in de pilus van gastheercel. De replicatie volgt het replicatiemodel van het positieve-strengs RNA-virus. 
Transcriptie vindt plaats via de positieve RNA streng; het virusgenoom kan direct als mRNA fungeren voor eiwitsynthese. Bij de translatie wordt gebruik gemaakt van stop codon readthrough, waarbij het ribosoom soms een stopcodon overslaat, zodat een langer polyproteïne kan worden geproduceerd. Het virus verlaat de gastheercel door lyse. Bacteriën zijn de enige natuurlijke gastheer.

## Taxonomie
Fiersviridae bevat 308 geslachten, en is vernoemd naar de Belgische microbioloog Walter Fiers, die als eerste de RNA-faag MS2, een modelfaag voor deze familie, in kaart bracht. Twee opvallende geslachten binnen de Fiersviridae zijn het Emesvirus, dat de bacteriofaag MS2 bevat, en het Qubevirus, dat de bacteriofaag Qbeta bevat.